# Echthromorpha nigricornis
Echthromorpha nigricornis là một loài tò vò trong họ Ichneumonidae.